# 刘道一墓
28°10′59″N 112°55′52″E / 28.18306°N 112.93111°E
刘道一墓位于中国湖南省长沙市岳麓区岳麓山，1983年被列为湖南省文物保护单位。
刘道一（1884－1906），字炳生，祖籍湖南衡山，生于湘潭，中国同盟会会员，晚清革命志士。1906年12月31日被杀害于长沙，年仅22岁。